# 奧林匹亞廳

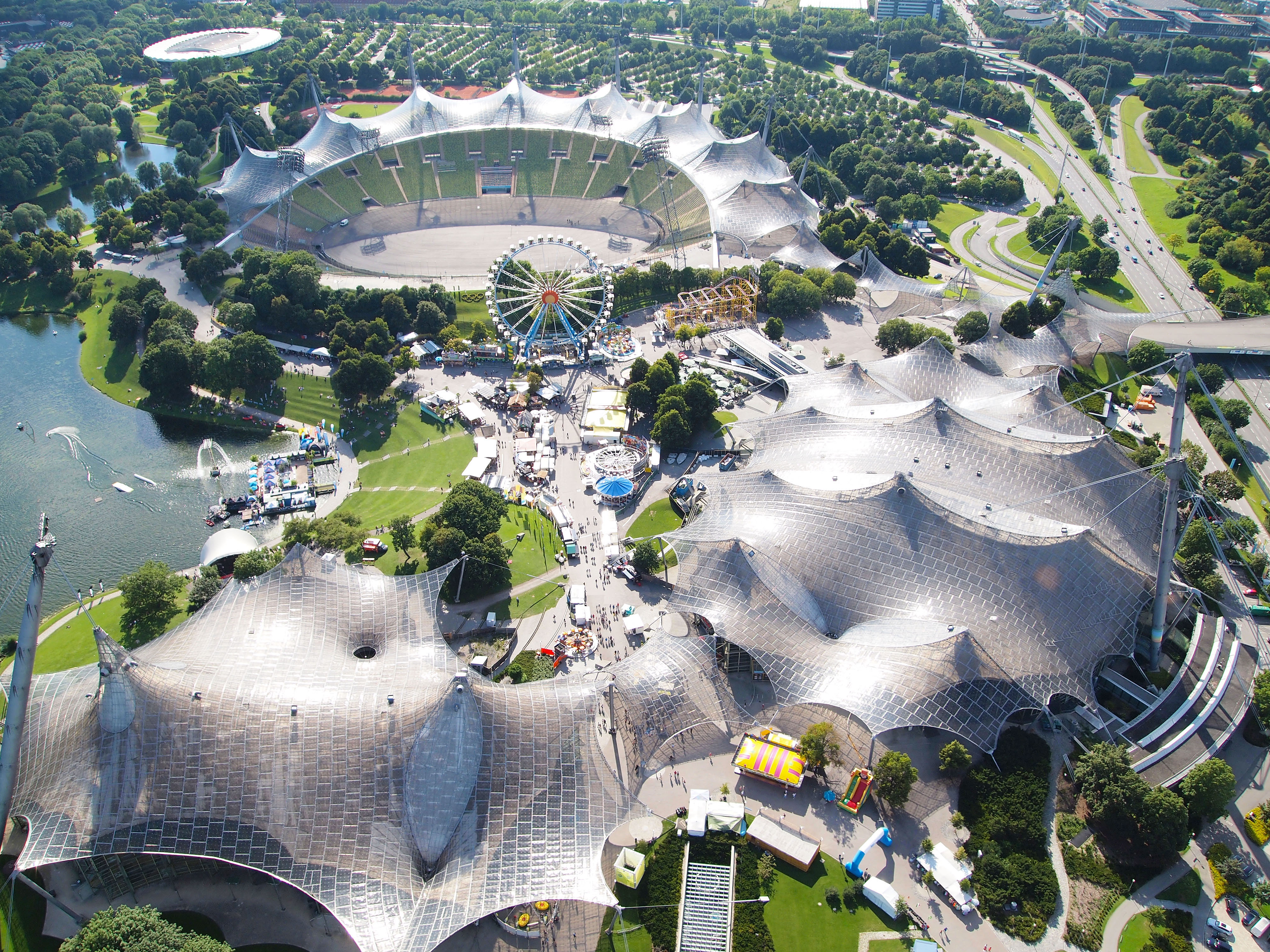
奧林匹克公園內的奧林匹亞廳

奧林匹亞廳（Olympiahalle）是德國慕尼黑的一座多功能場館，位於奧林匹克公園內。奧林匹亞廳可以用來舉辦演唱會、體育賽事、貿易展等活動。奧林匹亞廳啟用於1972年，曾是1972年奧運會體操和手球比賽的場館。場館可容納的觀眾從12,150人增加到14,000人。

## 外部連結
- 官方网站 （德文）
- tum.de: Olympiapark (a student project of the tum/dept Architecture) （德文）